# Piarista Gimnázium (Budapest)
A budapesti Piarista Gimnázium a piaristák által működtetett hatosztályos gimnázium Budapesten. 1717 óta működik. A Piarista Gimnáziumot fenntartó szerzetesrendet 400 éve alapította Kalazanci Szent József. A piaristák 1717-ben (azaz 300 éve) telepedtek meg Pesten: ez lett Pest város első középiskolája. Azt itt tanító tanárok azóta is azon igyekeznek, hogy az egész embert neveljék – jelszavuk: hívő élet és tudomány.

## Az iskolahitvallásaés jelene

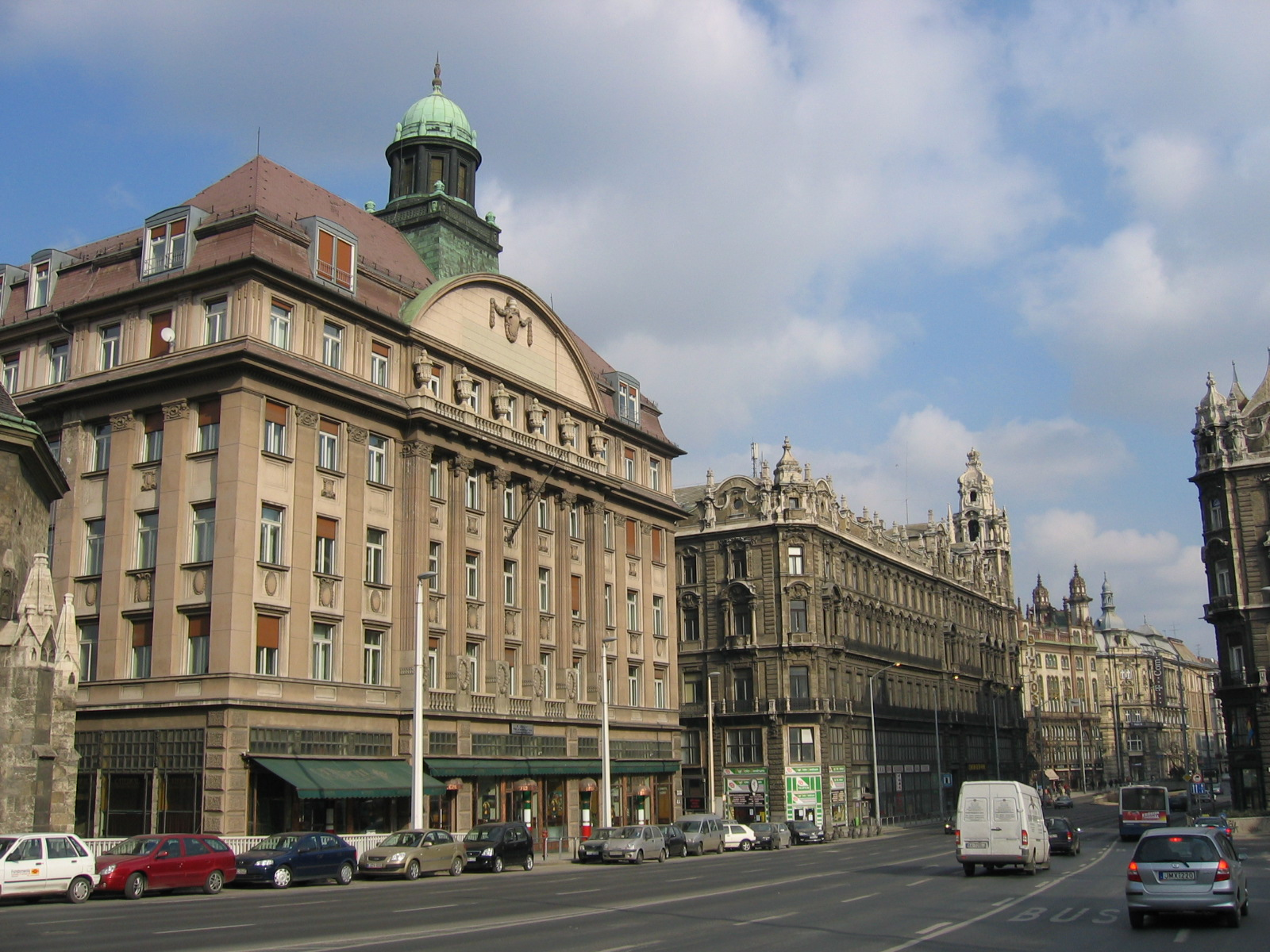
A gimnázium régi-új épülete

Bemutatjuk a kalazanciusi iskola néhány jellemző vonását és a budapesti Piarista Gimnázium aktuális pedagógiai és tanulásszervezési irányait:
Inspiráló: Kalazancius iskolája  "jóra vezet és serkent". [....] A nevelés megköveteli, hogy a nevelő  "lelki ember legyen, aki készséges lelkülettel ad példát, és tanítja nem csak az iskolai tanulókat, hanem a világiakat is, hogy a paradicsomba vezető igaz útra térjenek." (4321. levél)
Az iskolában az általános gimnáziumi oktatás magas szinten történik, a tanulók országos és nemzetközi tanulmányi és innovációs versenyek rendszeres szereplői. A tanórákon kívül a tanulók tantárgyi szakkörökön, média-, robotika- és MI-szakkörökön bővíthetik tudásukat.
Inklúzív: Kalazancius iskolája "mindenkinek mindenben segít, személyválogatás nélkül." Kalazancius az alapítástól kezdve mindig is védelmezte a szegények minőségi oktatáshoz való jogát. [...] A Kegyes Iskolákban senkinek sem lehetett kiváltsága, hacsak az nem feddhetetlen erkölcsös életét vagy a szorgalmasabb tanulását szolgálja. Azt akarta, hogy mindenki – gazdagok és szegények egyaránt – ugyanúgy öltözzön, és hogy közösen vegyenek részt minden tevékenységben.
Az iskolában sajátos nevelési igényű tanuló együttnevelése lehetséges. A Piarista Gimnázium képzései térítésmentesek. A diákok túráit a Piarista Alapítvány, a nagycsaládosok étkezését az iskola támogatja.
Átfogó: Kalazancius iskolája "a képzettség és a lelkiség által a megváltás művével való együttműködés érdekében nevel". Kalazancius számára a nevelés szolgálat, mely a megváltás köré szerveződik és  "egyszerre törekszik a test és a lélek javára." A szellemi fejlődés összehangban áll az erkölcsi és vallási növekedéssel. A testnevelés és a művészeti oktatás elengedhetetlen az emberi személy egyensúlya és épsége szempontjából. Az oktatásnak minden egyes területére szükség van, és mind az ember átfogó növekedését szolgálja.  
A szakkörökön túl az énekkari alkalmak és fellépések színesítik a tanévet. Az iskola Vörösmarty Kórusa Kodály Zoltán hagyományát követi. Délután kosár- és röplabda edzéseken vehetnek részt a tanulók.
Átalakító hatású: Kalazancius iskolája oktatásban részesíti a gyerekeket, hogy "tökéletesíteni és nemesíteni tudják önmagukat és hazájukat" hozzájárulva ezzel a társadalom megújításához. Az iskola felkészíti a diákokat, hogy vegyenek részt  a társadalom életében. A gyerekek gyakran imádkoztak a az egyház egységéért és a békéjéért. A tanárok az osztályokat kétségkívül tájékoztatták a 17. században Európát fenyegető háborús helyzetről. A békéért való imádkozás abban is segítette a gyerekeket, hogy kialakuljon bennük a társadalmi tudatosság. Emellett a Kegyes Iskolák tantervét úgy alakították ki, hogy a diákok gyakorlati tudásra tegyenek szert, megélhetéshez jussanak, és hasznos tagjai legyenek a társadalomnak, vagyis hogy "tökéletesíteni és nemesíteni tudják önmagukat és hazájukat" . Az írás-olvasás, a latin nyelvtan és a számtan elsajátításával a diákok jó munkákhoz juthattak, melyek lehetővé tették számukra a méltó életet.
A Piarista Gimnázium számos tudóst, államférfit és egyházfőt adott az magyar társadalomnak, a diákok órarendjében ma állampolgári ismeretek, kisebb csoportokban tartott hittanórák és választható tantárgyak is felbukkannak.
Evangelizáló: Kalazancius iskolája a "hívő életre és a keresztény tanra" nevel. A Kegyes Iskolák számára az evangelizáció abban áll, hogy átfogó, minőségi nevelésben részesítik a dikokat, miközben az evangéliumot állítják a nevelési terv középpontjába.
Rendszeres lelkigyakorlatokkal, közösen ünnepelt szentmisékkel, napközbeni imával és katolikus hittanórákkal törekszik az iskola a hívő életre nevelésre.
Gyakorlatias: Kalazancius iskolája a "jó életre és a boldogságra" nevel. Az oktatástól "függ a későbbi felnőtt egész hátralévő életének jó vagy rossz kimenetele."
Az iskola kilencedik és tizedik évfolyamon választható tantárgyakat hirdet a tanulóknak, akik heti 1-2 órában gasztronómia-barkácsolás, színjátszás, projektfizika és terepbiológia órák közül, valamint pénzügyi és gazdasági ismeretek, pszichológia-jelenismeret, projektmatematika és projektkémia órák közül válaszhatnak. Több partnerrel együttműkdödve a kötelező közösségi szolgálatot a tanulók rendre szociális téren, rászorulókkal foglalkozva végzik el.
Tananyag:  Kalazancius a humanista pedagógiába sorolható, amely nagy jelentőséget tulajdonít a humán tanulmányoknak. Úgy gondolja, hogy a klasszikus szerzők tanulmányozása a keresztény tanítással együtt a Nyugat értékes kulturális hagyományába vezeti be a diákokat. Emellett elkezdi bevezetni a Kegyes Iskolákban a legmagasabb szintű matematikát és a modern fizikát Galileo Galilei felügyelete alatt. Az iskolai szabályzat segít megérteni, milyen nagy fontossággal bírnak a jó szokások és a fegyelem az emberi erények elsajátítása szempontjából.
Első idegennyelvként angolt vagy németet, másodikként angolt, németet, spanyolt vagy franciát lehet tanulni a gimnáziumban. A latin harmadik idegennyelvként opcionális tantárgy. Az informatika és művészeti, valamint néhány kémia- és matematikaóra csoportbontásban kerül megtartásra, így valós figyelem juthat minden tanulóra. A 11. és 12. évfolyamon magyar-, történelem-, fizika-, kémia-, biológia és adott esetben idegennyelv-fakultációk indulnak, informatika és földrajz tárgyból érettségi felkészítésre van lehetőség.
A nevelés terei: Kalazancius nemcsak sikerrel fejlesztett ki egy modern iskolamodellt (formális nevelés), hanem szükségét látta annak is, hogy kiegészítse az különféle tanórán kívüli tevékenységekkel a tanteremtől eltérő helyszínen, önkéntes alapon ([non]-formális nevelés). Egyike az iskola falain kívüli nevelési tevékenységeknek a kirándulás volt. Csütörtök délután, vasárnaponként és ünnepnapokon tartottak ilyen rövid kirándulásokat.  [...] Kalazancius meg volt győződve a kirándulások hasznosságáról, ugyanis e tevékenység kivonta a gyerekeket az utcai bűnözésből, és így fogékonyabbá váltak a tanulásra.
Az iskola közösségfejlesztési és oktatási profiljának része a rendszeres túralehetőség. Az osztályok minden évszakban túrára indulnak, nyáron legalább egy kerékpáros, gyalog- vagy evezős kirándulást szervez minden osztályfőnök. A február az iskolai sítúra ideje, nyáron rendi vitorlásedzések kezdődnek Balatonberényben.
Átfogó nevelői profil: Kalazanciusnak meggyőződése volt, hogy az átfogó nevelés megvalósítása érdekében "nagylelkű és különlegesen erre a feladatra hivatott, apostoli életű, szegény és egyszerű emberekre." van szükség.
Az iskola épületében két piarista rendház is működik, a világi tanárokon kívül piarista paptanárokkal is találkoznak a tanulók rendszeresen tanítási helyzetben.
Nevelői közösség: Kalazanciusnak hamar meggyőződésévé vált, hogy a tanárok motiváltságának – és így a Kegyes Iskolák stabilitásának – fenntartása érdekében a tanári kar összekovácsolása jelenti a jó megoldást.
Kapcsolat: Kalazanciusnak kezdettől fogva állandó szövetségben kellett állnia a szülőkkel, a helyi világi és egyházi vezetéssel, valamint a környékbeli vállalkozásokkal, melyek hozzájárultak a terv megerősítéséhez. A Kegyes Iskolák a társadalom javát szolgálják, és ily módon folyamatos párbeszédben kell állniuk az általuk szolgált társadalommal."

## Az iskola története
Pest városa a török hódoltság és a Rákóczi-szabadságharc után a piaristákat bízta meg első középfokú iskolájának létrehozásával. A tanítás 1717. november 7-én kezdődött meg, amely kezdetben a jezsuiták rendszerét követte, de hamar kialakult a piaristák jellemző nevelési és tanulmányi rendje. Az iskola a 19. század elején öt- majd hatosztályossá bővült. A hetedik osztály 1850-ben nyílt meg, ezzel az iskola főgimnáziummá alakult. 1883-tól állami tanterv szerint működő nyolcosztályos főgimnáziumként működött.
Mai épületét az 1900-ban lebontott régi pesti városháza helyén emelték. Tervezője Hültl Dezső volt (1914–1917).
A második világháború után általános iskolai oktatást is szerveztek, majd az általános iskola és a gimnázium szervezetileg különvált. Az 1948-as államosítás után az általános iskola megszűnt, a gimnázium két évig Budapesti V. ker. Állami Ady Endre Általános Gimnázium néven működött. 1950-től az állam és az egyház megállapodása alapján újra rendi kezelésbe került, és négyosztályos gimnáziumként működhetett. 1953 őszétől a Váci utcai épület az ELTE használatába került (a bölcsészkar üzemelt itt), a Piarista Gimnáziumot pedig a Mikszáth Kálmán térre költöztették (a Sophianum épületébe).
1989-től a létszámkorlátozás megszűnt; az iskola újabb osztályokkal, a tanári kar pedig civil tanárokkal bővült. Az utolsó négy évfolyamos osztály 2002-ben érettségizett, azóta csak hat évfolyamos osztályok működnek.

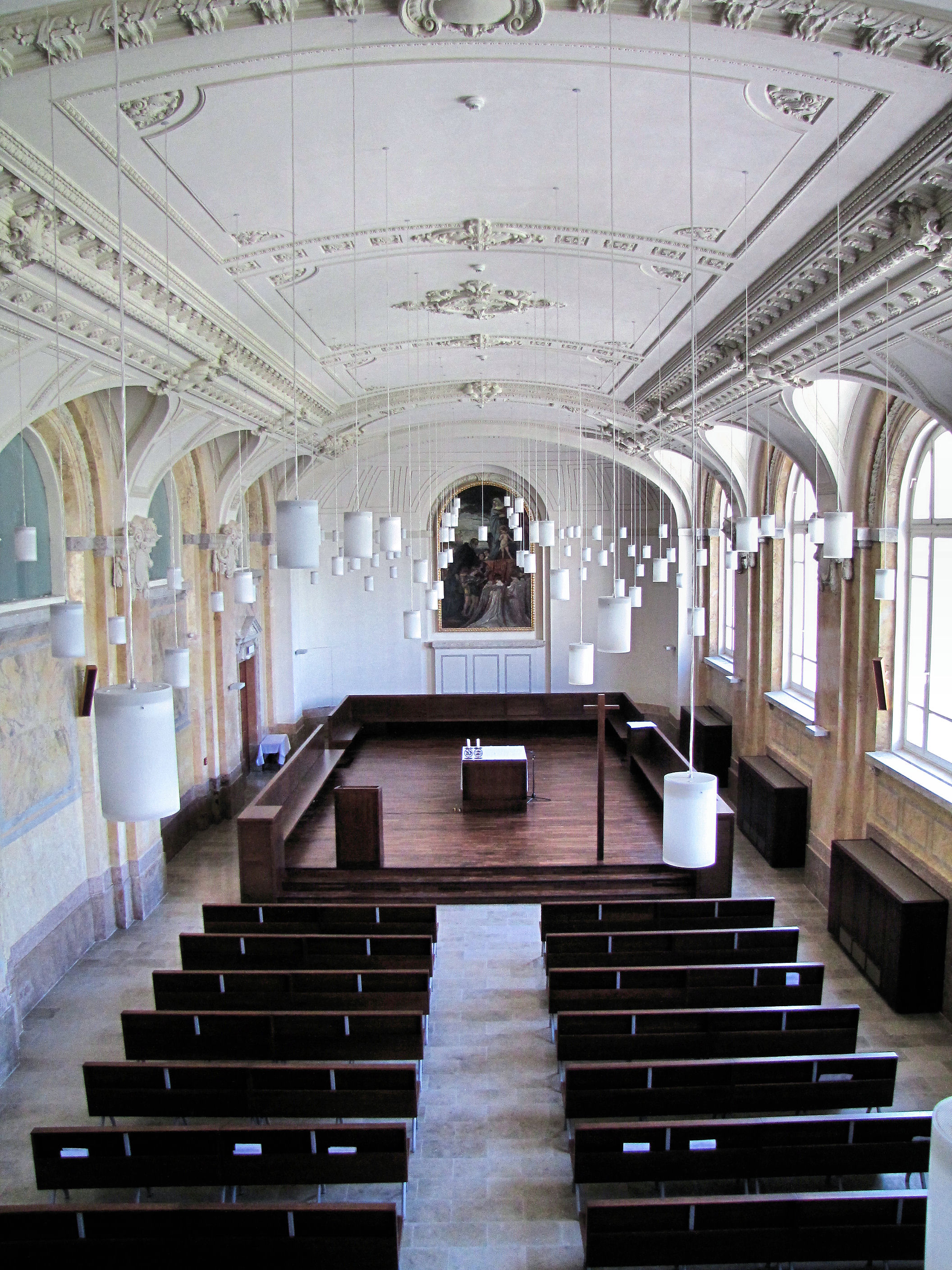
A gimnázium kápolnája a 2011. évi fölújítás után

A gimnázium régi épületét az Eötvös Loránd Tudományegyetem Bölcsészettudományi Kara 2001 júniusában elhagyta, és visszaadta a piarista rendnek. Hosszan elhúzódó felújítási és átalakítási munkák kezdődtek. Ezek során Golda János terve szerint az egykori udvar helyére tornaterem épült, amelynek teteje egyben iskolaudvarként szolgál a diákok és tanárok számára. Az építkezés 2011 tavaszán ért véget, majd május 9. és 16. között a gimnázium átköltözött a Mikszáth térről saját egykori épületébe. Május 16-án a diákok és tanárok Vízhányó Zsolt igazgató vezetésével, az iskolai fúvószenekar kíséretében vonultak át Piarista (akkor még Pesti Barnabás) utcába. A gimnázium kápolnáját (1957-től itt működött az Egyetemi Színpad), amelynek átépítése 2011 nyarán fejeződött be, Erdő Péter esztergomi érsek áldotta meg 2011. szeptember 2-án.

## Személyek

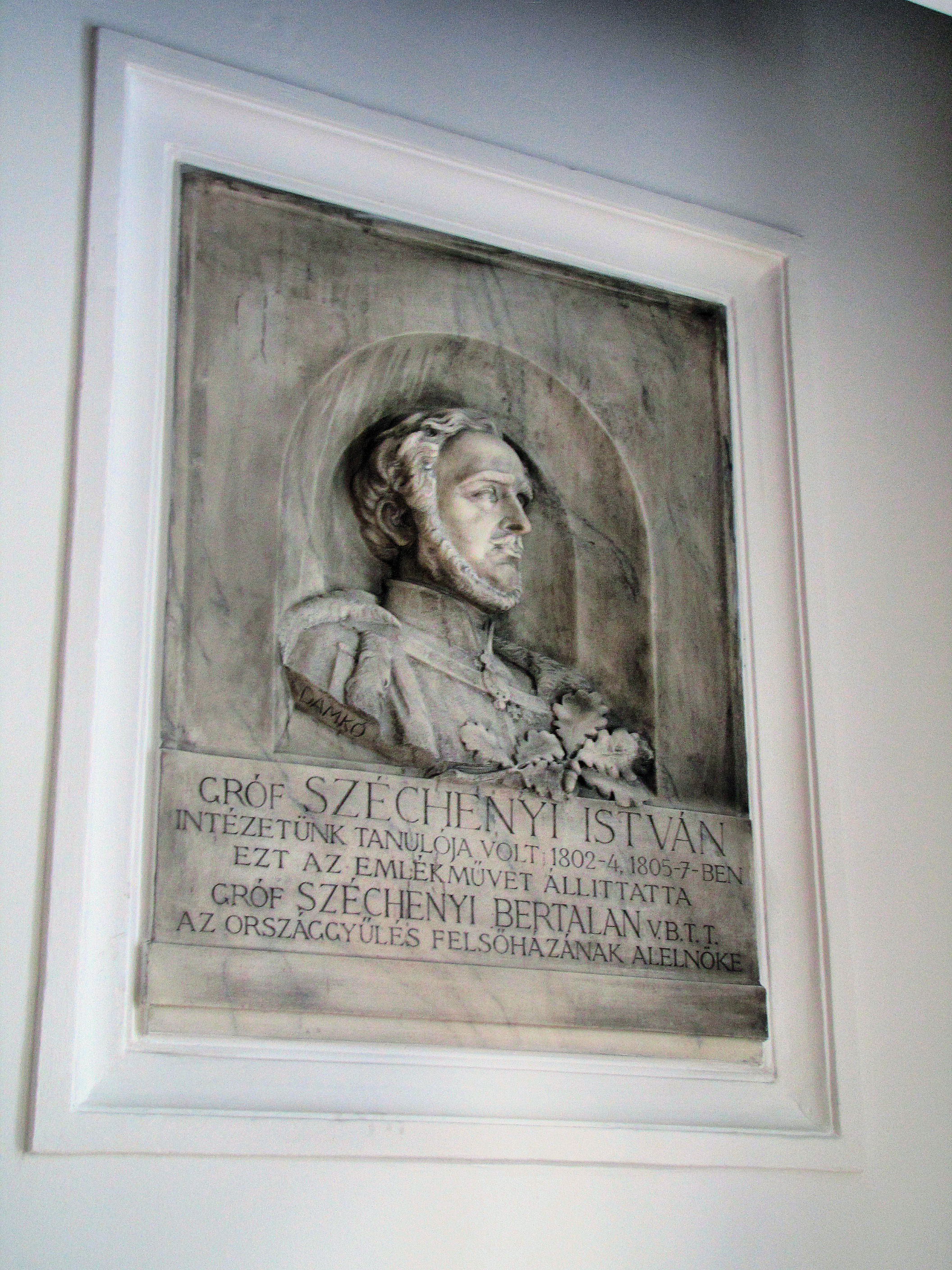
Gróf Széchenyi István emléktáblája a gimnáziumban

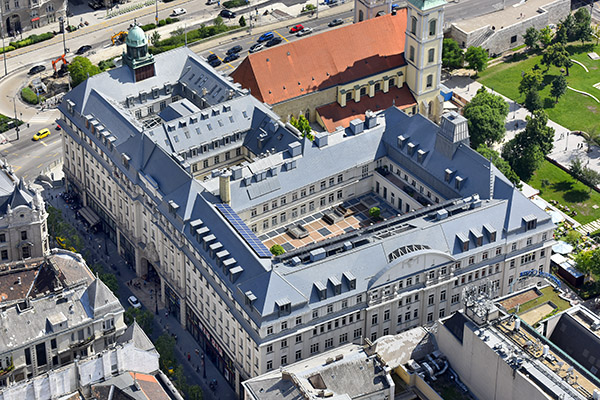
Légi felvételen

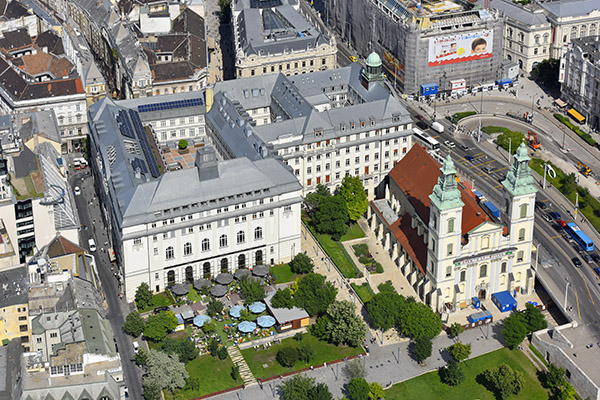
Légi fotón

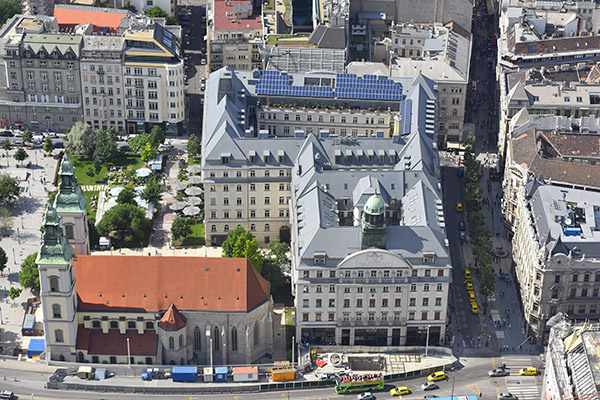
Madártávlatból

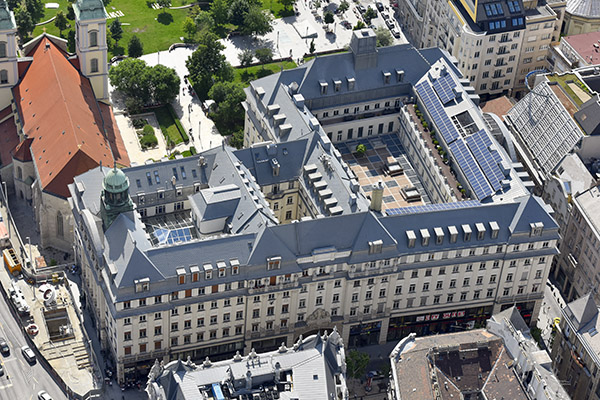
A magasból

### Egykori neves tanárok
- Bajtay Antal (1717–1775) piarista szerzetes, történész
- Farkas István (1949–) piarista szerzetes
- Haller György (1883–1934) tanár, festőművész
- Huszka József (1854–1934) tanár, néprajzkutató, művészettörténész
- Jelenits István (1932–2024) piarista tanár, teológus, irodalomörténész
- Kovács Mihály (1916–2006) piarista szerzetes, fizika-matematika szakos tanár, az informatika-oktatás úttörője
- Haller György (1883–1934) tanár, festőművész
- Kornis Gyula (1885–1958) piarista szerzetes, filozófus, politikus
- Lukács László (1936–2023) piarista tanár, teológus, irodalomtörténész, szerkesztő
- Öveges József (1895–1979) piarista szerzetes, fizikus
- Rómer Flóris (1815–1889) régész, művészettörténész, a magyar régészet atyja
- Sík Sándor (1889–1963) piarista szerzetes, költő, műfordító, irodalomtörténész

### Egykori neves diákok
- Ágai Adolf (1836–1916) újságíró, humorista
- Antall József (1932–1993) történész, politikus
- Arányi Lajos György (1812–1887) orvos, tanár
- Bajza József (1804–1858) költő, színigazgató, kritikus
- Balás Béla (1941–) püspök
- Barkóczy László (1791–1847) pap
- Batsányi János (1763–1845) költő
- Batthyány Ignác (1741–1798) pap
- Bánáss László (1888–1949) veszprémi püspök
- Béldy Alajos (1889–1946) katona
- Bignio Lajos (1839–1907) operaénekes
- Bónis György (1914–1985) jogtörténész
- Bujtor István (1942–2009) színész
- Bulányi György (1919–2010), piarista tanár, lelkipásztor, író
- Csapodi Csaba (1910–2004) történész, könyvtáros
- Csemegi Károly (1826–1899) jogász
- Degen Gusztáv (1834–1903) jogász, politikus
- Dessewffy József (1771–1843) politikus
- Eötvös Loránd (1848–1919) fizikus, politikus
- Erdő Péter (1952–) püspök, érsek, teológus, egyházjogász
- Esterházy Péter (1950–2016) író
- Fallenbüchl Zoltán (1924–2006) történész, irodalomtörténész, könyvtáros
- Feszl Frigyes (1821–1884) építész
- Finály Henrik (1825–1898) klasszika-filológus
- Forinyák Géza (1840–1860) joghallgató
- Fügedi Erik (1916–1992) történész, könyvtáros
- Fülei-Szántó Endre (1924–1995) nyelvész, bölcsész
- Gerlóczy Gyula (1837–1893) jogász
- Gerlóczy Károly (1835–1900) jogász
- Gyurkovics Tibor (1931–2008) író, költő, pszichológus
- Hajnik Imre (1840–1902) jogász, jogtörténész
- Hampel József (1849–1913) régész, tanár
- Haynald Lajos (1816–1891) pap, teológus
- Hevesy György (1885–1966) Nobel-díjas vegyész
- Hild József (1789–1867) építész
- Ifj. Horthy Miklós (1907–1993) politikus
- Hültl Dezső (1870–1946) építész
- Hültl Hümér (1868–1940) orvos, tanár
- Imrédy Béla (1891–1946) közgazdász, politikus
- Jelenits István (1932–2024) piarista tanár, teológus, irodalomörténész
- Jezsó Ákos (1965–) Író, újságíró
- Káldy Gyula (1838–1901) zeneszerző, karmester az Operaház igazgatója
- Károlyi Gyula (1871–1947) politikus
- Károlyi István (1797–1881) politikus
- Károlyi Sándor (1831–1906) politikus
- Kertbeny Károly (1824–1882) újságíró, műfordító
- Kinszki Imre (1901–1945) fotográfus
- Konek Sándor (1819–1882) statisztikus, jogász
- Kozma György (1939–1990) pap
- Kőváry Gyula (1884–1967) színész, író, rendező, konferanszié[forrás?]
- Lakatos Géza (1890–1967) katona
- Lehár Ferenc (1870–1948) zeneszerző, operettkomponista, karmester
- Lénárd Ödön (1911–2003) piarista tanár, lelkipásztor, történész
- Lenz József (1897–1965) nagykereskedő, kereskedelmi tanácsos, tartalékos huszárszázados.
- Lenz József, vitéz (1922–1942) tüzér zászlós. Hősi halála emlékére a „Lenz József alapítvány”-t hozták létre a piarista gimnáziumban.
- Lotz Károly (1833–1904) festőművész
- Lukács László (1936–), piarista tanár, teológus, irodalomtörténész, szerkesztő
- Magyar Elek (1875–1947) újságíró, gasztronómiai szakíró
- Magyar Péter (1981 –) jogász, diplomata, politikus
- Magyary Zoltán (1888–1945), egyetemi tanár, jogász, köztisztviselő, a magyar közigazgatás megreformálója
- Malonyai Dezső (1866–1916) író, művészettörténész
- Martinovics Ignác (1755–1795) ferences szerzetes, bölcsész, teológus, természettudós, politikus
- Mészáros Lázár (1796–1858) katona, politikus
- Michaletzky György (1950-) matematikus
- Mutschenbacher Emil (1880–1945) agrárpolitikus, szakíró
- Navratil Ákos (1875–1952) közgazdász
- Oberfrank Pál (1964–) színész
- Oláh György (1927–2017) Nobel-díjas vegyész
- Osvald István (1867–1944) jogász, bíró
- Örkény István (1912–1979) író
- Pauer János (1814–1889) pap, teológus, egyházjogász
- Pauler Gyula (1841–1903) történész, levéltárigazgató
- Perczel András (1959–) biokémikus
- Péterfy Jenő (1850–1899) tanár, irodalomtörténész, esztéta
- Petőfi Sándor (1823–1849) költő
- Pilinszky János (1921–1981) költő
- Pomogáts Béla (1934–2023) kritikus, tanár, irodalomtörténész
- Ponori Thewrewk Árpád (1839–1903) tanár, irodalomtörténész, klasszika-filológus, kritikus
- Ponori Thewrewk Aurél (1842–1912) orvos, tanár
- Ponori Thewrewk Aurél (1921–2014) csillagász, kronológus, szakíró, természettudós
- Ponori Thewrewk Emil (1838–1917) klasszika-filológus, műfordító
- Rákosi Viktor (1860–1923) író, újságíró, politikus
- Rottenbiller Lipót (1806–1870) jogász, politikus
- Andrei Șaguna (1809–1873) román ortodox püspök
- Sauska Krisztián vállalkozó, borászatalapító
- Schanda Tamás (1987–) politikus
- Sík Sándor (1889–1963) piarista szerzetes, költő, műfordító, irodalomtörténész
- Simonyi Iván (1838–1904) ügyvéd, szerkesztő, országgyűlési képviselő
- Sipőcz Jenő (1878–1937) jogász, politikus
- Szemlér Mihály (1878–1937) festő, grafikus, tanár
- Szentkirályi Móric (1809–1882) jogász, politikus
- Szerb Antal (1901–1945) író, irodalomtörténész
- Szigetvári Péter (1966) nyelvész
- Szily László (1970–) újságíró
- Szomjas György (1940–) Kossuth- és Balázs Béla-díjas magyar filmrendező.
- Teleki Pál (1879–1941) földrajztudós, politikus
- Tihanyi Károly (1914–2006) magyar-latin szakos tanár
- Toldy Ferenc (1805–1875) irodalomtörténész, kritikus
- Tóth Béla (1857–1907) újságíró, filológus
- Török Jenő (1908–1983) piarista tanár, lelkipásztor, könyvkiadó, fordító
- Triznya Mátyás (1922–1991) festő, látványtervező, operatőr
- Ugron Gábor (1880–1960) jogász, politikus
- Vállas Antal (1809–1869) mérnök, matematikus
- Vámbéry Ármin (1832–1913) keletkutató
- Vavrik Béla (1835–1917) jogász, kúriai bíró
- Verebélÿ László (1883–1959) villamosmérnök, egyetemi tanár
- Vassányi Béla (1923–1999) fotóművész
- Vermes Lajos (1880–1941) sportoló
- Vörösmarty Mihály (1800–1855) költő
- Wlassics Gyula (1852–1937) jogász, politikus
- Zichy Mihály (1827–1906) festő, grafikus
- Zimányi József (1931–2006) fizikus
- Zipernowsky Károly (1853–1942) mérnök, feltaláló

## Rangsor
|     | 2020 | 2021 | 2022 | 2023 | 2024 | 2025 |
| --- | ---- | ---- | ---- | ---- | ---- | ---- |
| HVG | 23   | 14   | 14   | 38   | 30   | 43   |